# Nodophilomedes
Nodophilomedes is een geslacht van uitgestorven mosselkreeftjes, en het typegeslacht van de familie Nodophilomedidae.

## Soorten
- Nodophilomedes phoenix Kornicker & Sohn, 2000 †